# Râul Răchitiș, Turlui
Râul Răchitiș este un curs de apă, afluent al râului Turlui. 